# Casey Kasem
Casey Kasem, född 27 april 1932 i Detroit, Michigan, död 15 juni 2014 i Gig Harbor, Pierce County, Washington, var en amerikansk diskjockey, musikhistoriker, radiopersonlighet, röstskådespelare och skådespelare.
Kasem är kanske mest känd som värden bakom ett flertal radioprogram, bland annat American Top 40 från 1970 till hans pension 2009, och som Shaggys röst i Scooby-Doo som han gjorde från 1969 till 1997, och igen från 2002 till 2009.